# Danh sách chi của Geometridae: V
Dưới đây là danh sách các chi của họ bướm đêm Geometridae:
A B C D E F G H I J K L M N O P Q R S T U V W X Y Z

- Vaena
- Veniliodes
- Venodes
- Venusia
- Victoria
- Viidaleppia
- Vindusara
- Vinemina
- Visiana
- Visitara
- Vithora
- Vunga[cần định hướng]